# Fool (If You Think It's Over)
"Fool (If You Think It's Over)" is een nummer van de Britse singer-songwriter Chris Rea. Het verscheen op zijn album Whatever Happened to Benny Santini? uit 1978. In maart van dat jaar werd het uitgebracht als de enige single van het album.

## Achtergrond
"Fool (If You Think It's Over)" is geschreven door Chris Rea en geproduceerd door Gus Dudgeon. Rea haalde de inspiratie voor het nummer uit de ervaringen die zijn zus had nadat haar relatie was verbroken. Het was zijn bedoeling dat het door Al Green zou worden opgenomen. Hij had in gedachten dat het een deltabluesnummer zou worden, maar volgens hem werd het "een enorm Californisch nummer. Het is de enige track waar ik nooit gitaar op heb gespeeld, wat de geest van het nummer laat zien. Daarbovenop was het gewoon een grote hit. Dus er was niets dat ik kon doen. Ik dacht: 'Dit ben ik niet!'" Rea speelde zelf de keyboards op het nummer, terwijl de achtergrondzang werd verzorgd door Rea en Stuart Epps, de assistent-engineer van de studio waar het nummer werd opgenomen.
"Fool (If You Think It's Over)" werd in maart 1978 als single uitgebracht, maar kwam niet in de hitlijsten terecht. In juni 1978 verscheen het in de Verenigde Staten als single, waar het de twaalfde plaats in de Billboard Hot 100 haalde. Ook werd het een nummer 1-hit in de Easy Listening-lijst. Hiermee werd het zijn grootste hit in dit land. Na dit succes werd Rea door het televisieprogramma Top of the Pops uitgenodigd om het nummer in de uitzending van 28 september 1978 te spelen. Hierop werd het in het Verenigd Koninkrijk opnieuw uitgebracht, met een dertigste plaats in de UK Singles Chart als de hoogste notering. In Nederland piekte de single op plaats 25 in de Top 40 en plaats 30 in de Nationale Hitparade.
Rea herinnerde zich dat hij, rond het joelfeest van 1978, tijdens een nachtelijke autorit vanuit Londen overweegde om zijn tot dan toe mislukte muziekcarrière te beëindigen en voor het restaurant van zijn familie zou gaan werken. Toen Rea en zijn vrouw vroeg in de ochtend in Middlesbrough thuiskwamen, openden zij "de deur van het huis waarvan we binnenkort de hypotheek zouden kwijtraken, en de sneeuw viel in de hal en het smolt niet - zo koud was het - en er lag een brief op de grond." Bij de brief zat een cheque met een hoge royaltybetaling voor de opbrengsten van "Fool (If You Think It's Over)". Deze autorit inspireerde "Driving Home for Christmas", een latere hit van Rea.
In 1982 had Elkie Brooks een top 20-hit in het Verenigd Koninkrijk, Ierland en Zuid-Afrika met een cover van "Fool (If You Think It's Over)", dat net als de originele versie door Gus Dudgeon is geproduceerd. In 1988 nam Rea het nummer zelf opnieuw op voor zijn album New Light Through Old Windows. Deze versie werd in Nederland uitgebracht als single, waar het de negentigste plaats in de Nationale Hitparade Top 100 haalde. In 2007 nam hij het voor de tweede keer opnieuw op voor het compilatiealbum Fool If You Think It's Over (The Definitive Greatest Hits).

## Hitnoteringen

### Originele versie

#### Nederlandse Top 40
| Hitnotering: 30-09-1978 t/m 21-10-1978 | Hitnotering: 30-09-1978 t/m 21-10-1978 | Hitnotering: 30-09-1978 t/m 21-10-1978 | Hitnotering: 30-09-1978 t/m 21-10-1978 | Hitnotering: 30-09-1978 t/m 21-10-1978 | Hitnotering: 30-09-1978 t/m 21-10-1978 |
| Week                                   | 1                                      | 2                                      | 3                                      | 4                                      |                                        |
| -------------------------------------- | -------------------------------------- | -------------------------------------- | -------------------------------------- | -------------------------------------- | -------------------------------------- |
| Nummer                                 | 32                                     | 25                                     | 25                                     | 39                                     | uit                                    |

#### Nationale Hitparade
| Hitnotering: 14-10-1978 t/m 28-10-1978 | Hitnotering: 14-10-1978 t/m 28-10-1978 | Hitnotering: 14-10-1978 t/m 28-10-1978 | Hitnotering: 14-10-1978 t/m 28-10-1978 | Hitnotering: 14-10-1978 t/m 28-10-1978 |
| Week                                   | 1                                      | 2                                      | 3                                      |                                        |
| -------------------------------------- | -------------------------------------- | -------------------------------------- | -------------------------------------- | -------------------------------------- |
| Nummer                                 | 33                                     | 30                                     | 39                                     | uit                                    |

#### NPO Radio 2 Top 2000
| Nummer met noteringen in de NPO Radio 2 Top 2000 | '01  | '02  | '03  | '04  | '05  | '06  | '07 | '08  |
| ------------------------------------------------ | ---- | ---- | ---- | ---- | ---- | ---- | --- | ---- |
| Fool (If You Think It's Over)                    | 1250 | 1338 | 1970 | 1754 | 1823 | 1778 | -   | 1930 |

1. ↑  Een '-' betekent dat het nummer niet was genoteerd en een vetgedrukt getal geeft de hoogste notering aan.
2. ↑  2001 was het eerste jaar met een notering voor dit nummer.
3. ↑  Deze tabel is bijgewerkt tot en met de laatste editie (2024).

### Heropname

#### Nationale Hitparade Top 100
| Hitnotering: 05-11-1988 t/m 19-11-1988 | Hitnotering: 05-11-1988 t/m 19-11-1988 | Hitnotering: 05-11-1988 t/m 19-11-1988 | Hitnotering: 05-11-1988 t/m 19-11-1988 | Hitnotering: 05-11-1988 t/m 19-11-1988 |
| Week                                   | 1                                      | 2                                      | 3                                      |                                        |
| -------------------------------------- | -------------------------------------- | -------------------------------------- | -------------------------------------- | -------------------------------------- |
| Nummer                                 | 97                                     | 90                                     | 90                                     | uit                                    |